# Grupo Sumitomo
El Grupo Sumitomo (住友グループ Sumitomo Gurūpu?) es una familia de empresas japonesas relacionadas, o keiretsu.

## Historia
El grupo toma el nombre de su fundador, Masatomo Sumitomo, quien creó la empresa como una tienda de ventas de medicamentos y libros en 1630.
El cuñado de Masatomo Sumitomo, Riemon Soga, que regentó una fundición de cobre y un negocio metalúrgico al mismo tiempo, pronto desarrolló una nueva técnica de fundición llamada Nanban-buki, que extrae plata del cobre en bruto. 
Tomomochi Sumitomo, el hijo mayor de Riemon Soga divulgó esta técnica a otras fundiciones de cobre e hizo que la familia Sumitomo sea conocida como la originaria de la técnica de Nanban-buki. Esto dio a Sumitomo la capacidad de ponerse a la cabeza en la refinería de la minería de cobre y de dicha industria hasta fines de 1800s, cuando la compañía comenzó a entrar en otras industrias como la banca, almacenamiento, la producción de cables eléctricos y muchas más.
En la actualidad, se sigue dirigiendo el Grupo Sumitomo de acuerdo con los "Preceptos del Fundador" tal como los escribió Masatomo Sumitomo en el siglo XVII.

## Empresas de Sumitomo
- Sumitomo Heavy Industries, Ltd., Maquinaria, armamento, y construcción naval.
- Sumitomo Mitsui Banking Corporation, Finanzas.
- Sumitomo Metal Industries, Ltd., Acero.
- Sumitomo Metal Mining Co., Ltd., Metales no-ferrosos.
- Sumitomo Corporation, Integrated trading company.
- Sumitomo Corporation of America.
- The Sumitomo Trust & Banking Co., Ltd., Finanzas.
- Sumitomo Life Insurance Co., Seguros.
- Sumitomo Coal Mining Co., Ltd., Minería.
- The Sumitomo Warehouse Co., Ltd., Almacenamiento.
- Sumitomo Electric Industries, Ltd., Productos eléctricos y electrónicos.
- Mitsui Sumitomo Insurance Co., Ltd., Seguros.
- Mazda Motor Corporation.
- Nippon Sheet Glass Co., Ltd., Vidrio.
- NEC, Productos eléctricos y electrónicos.
- Sumitomo Realty & Development Co., Ltd., Bienes inmuebles.
- Sumitomo Electric wiring Systems (Europe)Ltd., cableados.
- Sumitomo Electric wiring Systems Ltd., Automoción.
- Sumitomo Osaka Cement Co., Ltd., Cemento.
- Sumitomo Light Metal Industries, Ltd., Metales no-ferrosos.
- Sumitomo Mitsui Construction Co., Ltd., Construcción.
- Sumitomo Bakelite Co., Ltd., Químicos.
- Sumitomo Forestry Co., Ltd., Madera y vivienda.
- Sumitomo Rubber Industries, Ltd., Neumáticos y caucho.
- Summit Agro International, Protección de Cultivos, productos de higiene ambiental y productos para el cuidado de mascotas.